# 约翰·彼得·爱克曼
约翰·彼得·爱克曼（德語：Johann Peter Eckermann；1792年9月21日—1854年12月3日）德国诗人和作家，因作品《歌德谈话录》而闻名于世，他是约翰·沃尔夫冈·冯·歌德晚年生活的见证者。

## 生平
爱克曼出生于神圣罗马帝国溫森，1813年到1814年曾经参加过拿破仑战争。1817年，爱克曼到哥廷根大学读书升造，学习法律学。
爱克曼的家庭贫寒困顿，虽然到哥廷根大学读过书，但是由于资金缺乏，最后不得已辍学。他从小就为生存而奔波劳累，由于地处下层社会，使得他养成了谦卑勤恳、一丝不苟的性格，他一直崇拜歌德，在1821年出版了模仿歌德风格的诗歌集，并且把诗集送给歌德，但是歌德对此反应冷淡，后来又写出《论诗·特别以歌德为证》的论文集，1823年，他把这部作品寄给歌德，得到了歌德的肯定和赞赏，1823年，爱克曼在魏玛获得了歌德的接见，从此一直担任歌德的秘书，一直到歌德逝世。

## 作品
- 《歌德谈话录》（1836年-1848年）